# Провинчале Портозалво II (Вибо Валенција)
Провинчале Портозалво II је насеље у Италији у округу Вибо Валенција, региону Калабрија.
Према процени из 2011. у насељу је живело 36 становника. Насеље се налази на надморској висини од 197 м.